# Archidendron minahassae
Archidendron minahassae är en ärtväxtart som först beskrevs av Sijfert Hendrik Koorders, och fick sitt nu gällande namn av Ivan Christian Nielsen. Archidendron minahassae ingår i släktet Archidendron och familjen ärtväxter. Inga underarter finns listade i Catalogue of Life.